# 盧基立
盧基立（葡萄牙語：Joaquim Fernando Nogueira，澳葡官定譯名為盧基立；1950年3月26日—），葡萄牙律師、政治人物，社會民主黨籍。
盧基立畢業於哥英布拉大學法學院，後加入施華高政府，擔任助理部長、議會事務部長、部長會議事務部長、司法部長及國防部長。

## 備註
1. ↑   根據葡萄牙法律，擔任政府成員期間，共和國議會議員的任期暫停。